# Okiya

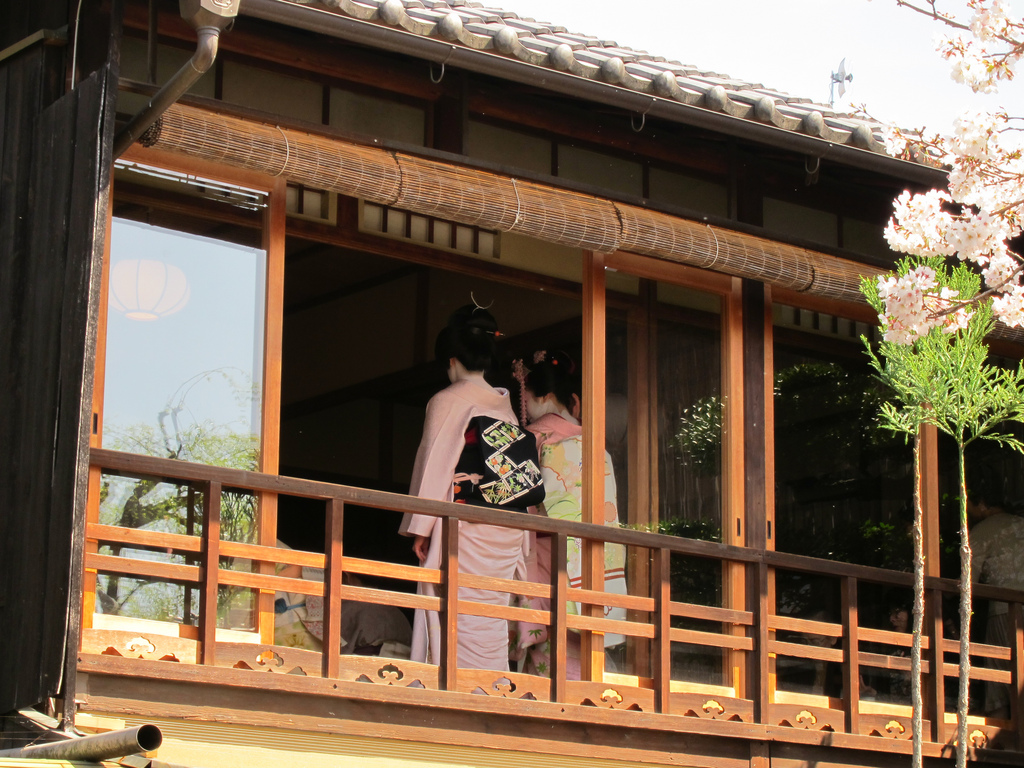

Il termine okiya (置屋?) indica le "case delle geisha". Sono infatti così chiamate, a Kyōto, le residenze nelle quali vengono addestrate e ospitate le giovani maiko, le allieve nell'arte della geisha, mentre studiano presso il Kaburenjō (la sede del teatro e della scuola) del loro hanamachi (distretto). 

## Caratteristiche
La proprietaria e direttrice di una okiya viene appellata come okasan (madre), di solito si tratta di una geisha che ha lasciato la professione o poiché si è sposata o per l'avanzare dell'età. Nella stessa okiya possono convivere una o più maiko e una o più geisha. Quando una geiko raggiunge l'indipendenza economica, saldando tutti i debiti che ha accumulato negli anni con la propria okiya, grazie al grande successo artistico o alla benevolenza di un danna (patrono) allora può lasciare la casa comune e andare a vivere altrove. Formalmente comunque resta sempre legata alla okiya di provenienza, per tutta la durata della carriera artistica, come testimonia il suo stesso nome che prevede un carattere cinese in comune con quello della casa in cui si è formata. Può anche accadere che la okasan decida di adottare una geisha come sua figlia (musume), affinché abbia il privilegio di essere la futura erede (atotori) della casa. In questo caso la geisha resta a vivere nella okiya: tutti i debiti vengono così annullati ma tutti i suoi guadagni, da quel momento, andranno a confluire nelle casse della geisha house. 

Venire accettate in una okiya non è semplice. Innanzitutto bisogna essere presentate alla okasan da qualcuno che sia in stretto contatto con la casa. Quindi la direttrice si reca personalmente presso la casa dell'aspirante maiko per avere un colloquio con lei e con i suoi genitori, spiegando dettagliatamente in cosa consiste l'apprendistato di un'allieva geiko. Se la okasan ritiene la fanciulla idonea, e se questa ha terminato la scuola dell'obbligo, allora può iniziare a vivere nella okiya e a seguire le lezioni nelle varie arti e discipline. 

Una geisha che si forma secondo la tradizione godrà di un maggior rispetto tra le sue compagne. Le maiko oggi continuano ad esistere in pratica solo nella città di Kyoto. L'essere accolta in una okiya di Kyoto, bastione della tradizione del karyūkai (il mondo del fiore e del salice), è dunque un grande onore.